# П'єр Брен
П'єр Брен (фр. Pierre Braine, нар. 26 жовтня 1900, Леопольдсбург — пом. 6 листопада 1951, Антверпен, Бельгія) — бельгійський футболіст, що грав на позиції півзахисника.
Виступав, зокрема, за клуб «Беєрсхот», а також національну збірну Бельгії.
П'ятиразовий чемпіон Бельгії.

## Клубна кар'єра
До клубу «Беєрсхот Спорт» перейшов 7 січня 1914 року. Продовжив виступати за клуб у повоєнний час. У 1919 році дебютував за дорослу команду клубу, в якій провів усю сою кар'єру (15 років). У складі команди, в якій з 1923 року також грав його молодший брат Раймон Брен, ставав переможцем бельгійського чемпіонату в 1922, 1924, 1925, 1926 та 1928 роках.
У 1933 році вирішив завершити свою кар'єру на найвищому рівні. За період виступів у найвищому футбольному дивізіоні зіграв 292 матчі та відзначився 53-ма голами.
6 листопада 1951 року П'єр Брен прогулювався в парку Антверпена, під час прогулянки присів на лаву, заснув й помер.

## Виступи за збірну
У січні 1922 року дебютував у складі національної збірної Бельгії у товариському матчі проти збірної Франції. Протягом 1922—1930 років провів у формі головної команди країни 46 матчів, забивши 4 голи.
У складі збірної був учасником футбольного турніру на Олімпійських іграх 1928 року в Амстердамі, де зіграв три матчі, а також виступав на чемпіонаті світу 1930 року в Уругваї, де виводив національну збірну з капітанською пов'язкою у двох матчах.

## Статистика виступів у збірній
| Матчі й голи П'єра Брена за збірну Бельгії | Матчі й голи П'єра Брена за збірну Бельгії | Матчі й голи П'єра Брена за збірну Бельгії | Матчі й голи П'єра Брена за збірну Бельгії | Матчі й голи П'єра Брена за збірну Бельгії | Матчі й голи П'єра Брена за збірну Бельгії | Матчі й голи П'єра Брена за збірну Бельгії |
| ------------------------------------------ | ------------------------------------------ | ------------------------------------------ | ------------------------------------------ | ------------------------------------------ | ------------------------------------------ | ------------------------------------------ |
| №                                          | Дата                                       | Місце проведення                           | Суперник                                   | Рахунок                                    | Голи                                       | Турнір                                     |
| 1                                          | 15 січня 1922                              | Коломб, Франція                            | Франція                                    | 1:2                                        | -                                          | Товариський матч                           |
| 2                                          | 5 жовтня 1924                              | Копенгаген, Данія                          | Данія                                      | 1:2                                        | -                                          | Товариський матч                           |
| 3                                          | 11 листопада 1924                          | Брюссель, Бельгія                          | Франція                                    | 3:0                                        | 1                                          | Товариський матч                           |
| 4                                          | 8 грудня 1924                              | Вест-Бромвіч, Англія                       | Англія                                     | 0:4                                        | -                                          | Товариський матч                           |
| 5                                          | 15 березня 1925                            | Антверпен, Бельгія                         | Нідерланди                                 | 0:1                                        | -                                          | Coupe Van den Abeele 1925                  |
| 6                                          | 3 травня 1925                              | Амстердам, Нідерланди                      | Нідерланди                                 | 0:5                                        | -                                          | Товариський матч                           |
| 7                                          | 21 травня 1925                             | Будапешт, Угорщина                         | Угорщина                                   | 3:1                                        | -                                          | Товариський матч                           |
| 8                                          | 24 травня 1925                             | Лозанна, Швейцарія                         | Швейцарія                                  | 0:0                                        | -                                          | Товариський матч                           |
| 9                                          | 13 грудня 1925                             | Льєж, Бельгія                              | Австрія                                    | 3:4                                        | -                                          | Товариський матч                           |
| 10                                         | 14 лютого 1926                             | Брюссель, Бельгія                          | Угорщина                                   | 0:2                                        | -                                          | Товариський матч                           |
| 11                                         | 14 березня 1926                            | Антверпен, Бельгія                         | Нідерланди                                 | 1:1                                        | -                                          | Coupe Van den Abeele 1926                  |
| 12                                         | 11 квітня 1926                             | Париж, Франція                             | Франція                                    | 3:4                                        | -                                          | Товариський матч                           |
| 13                                         | 2 травня 1926                              | Амстердам, Нідерланди                      | Нідерланди                                 | 5:1                                        | -                                          | Товариський матч                           |
| 14                                         | 24 травня 1926                             | Антверпен, Бельгія                         | Англія                                     | 3:5                                        | -                                          | Товариський матч                           |
| 15                                         | 20 червня 1926                             | Брюссель, Бельгія                          | Франція                                    | 2:2                                        | -                                          | Товариський матч                           |
| 16                                         | 2 січня 1927                               | Льєж, Бельгія                              | Чехословаччина                             | 2:3                                        | -                                          | Товариський матч                           |
| 17                                         | 13 березня 1927                            | Антверпен, Бельгія                         | Нідерланди                                 | 2:0                                        | -                                          | Coupe Van den Abeele 1927                  |
| 18                                         | 3 квітня 1927                              | Брюссель, Бельгія                          | Швеція                                     | 2:1                                        | -                                          | Товариський матч                           |
| 19                                         | 1 травня 1927                              | Амстердам, Нідерланди                      | Нідерланди                                 | 2:3                                        | -                                          | Товариський матч                           |
| 20                                         | 11 травня 1927                             | Брюссель, Бельгія                          | Англія                                     | 1:9                                        | -                                          | Товариський матч                           |
| 21                                         | 22 травня 1927                             | Відень, Австрія                            | Австрія                                    | 1:4                                        | 1                                          | Товариський матч                           |
| 22                                         | 26 травня 1927                             | Прага, Чехословаччина                      | Чехословаччина                             | 0:4                                        | -                                          | Товариський матч                           |
| 23                                         | 8 січня 1928                               | Брюссель, Бельгія                          | Австрія                                    | 1:2                                        | -                                          | Товариський матч                           |
| 24                                         | 12 лютого 1928                             | Льєж, Бельгія                              | Ірландія                                   | 2:4                                        | -                                          | Товариський матч                           |
| 25                                         | 11 березня 1928                            | Амстердам, Нідерланди                      | Нідерланди                                 | 1:1                                        | -                                          | Товариський матч                           |
| 26                                         | 1 квітня 1928                              | Антверпен, Бельгія                         | Нідерланди                                 | 1:0                                        | -                                          | Coupe Van den Abeele 1928                  |
| 27                                         | 15 квітня 1928                             | Коломб, Франція                            | Франція                                    | 3:2                                        | -                                          | Товариський матч                           |
| 28                                         | 19 травня 1928                             | Антверпен, Бельгія                         | Англія                                     | 1:3                                        | -                                          | Товариський матч                           |
| 29                                         | 27 травня 1928                             | Амстердам, Нідерланди                      | Люксембург                                 | 5:3                                        | -                                          | Олімпійські ігри 1928                      |
| 30                                         | 2 червня 1928                              | Амстердам, Нідерланди                      | Аргентина                                  | 3:6                                        | -                                          | Олімпійські ігри 1928                      |
| 31                                         | 5 червня 1928                              | Роттердам, Нідерланди                      | Нідерланди                                 | 1:3                                        | 1                                          | Олімпійські ігри 1928                      |
| 32                                         | 4 листопада 1928                           | Амстердам, Нідерланди                      | Нідерланди                                 | 1:1                                        | -                                          | Товариський матч                           |
| 33                                         | 20 квітня 1929                             | Дублін, Ірландія                           | Ірландія                                   | 0:4                                        | -                                          | Товариський матч                           |
| 34                                         | 5 травня 1929]                             | Антверпен, Бельгія                         | Нідерланди                                 | 3:1                                        | -                                          | Coupe Van den Abeele 1929                  |
| 35                                         | 11 травня 1929                             | Брюссель, Бельгія                          | Англія                                     | 1:5                                        | -                                          | Товариський матч                           |
| 36                                         | 26 травня 1929                             | Льєж, Бельгія                              | Франція                                    | 4:1                                        | -                                          | Товариський матч                           |
| 37                                         | 13 квітня 1930                             | Коломб, Франція                            | Франція                                    | 6:1                                        | -                                          | Товариський матч                           |
| 38                                         | 4 травня 1930                              | Амстердам, Нідерланди                      | Нідерланди                                 | 2:2                                        | -                                          | Товариський матч                           |
| 39                                         | 11 травня 1930                             | Брюссель, Бельгія                          | Ірландія                                   | 1:3                                        | -                                          | Товариський матч                           |
| 40                                         | 18 травня 1930                             | Антверпен, Бельгія                         | Нідерланди                                 | 3:1                                        | -                                          | Coupe Van den Abeele 1930                  |
| 41                                         | 25 травня 1930]                            | Льєж, Бельгія                              | Франція                                    | 1:2                                        | -                                          | Товариський матч                           |
| 42                                         | 8 червня 1930                              | Антверпен, Бельгія                         | Португалія                                 | 2:1                                        | -                                          | Товариський матч                           |
| 43                                         | 13 липня 1930                              | Монтевідео, Уругвай                        | США                                        | 0:3                                        | -                                          | Чемпіонат світу 1930                       |
| 44                                         | 20 липня 1930                              | Монтевідео, Уругвай                        | Парагвай                                   | 0:1                                        | -                                          | Чемпіонат світу 1930                       |
| 45                                         | 28 вересня 1930                            | Льєж, Бельгія                              | Швеція                                     | 2:2                                        | 1                                          | Товариський матч                           |
| 46                                         | 7 грудня 1930                              | Монруж, Франція                            | Франція                                    | 2:2                                        | -                                          | Товариський матч                           |

Загалом: 46 матчів / 4 голи; 13 перемог, 8 нічиїх, 25 поразок.

## Особисте життя
У 1930 році у П'єра народився син Рожер, який також став футболістом. Протягом короткого періоу виступав у вищому дивізіоні бельгійського чемпіонату.

## Титули і досягнення
- Чемпіонат Бельгії («Беєрсхот»):
  -  Чемпіон (5): 1922, 1924, 1925, 1926, 1928